# 도절
도절(都切, ?~기원전 1년)은 유리명왕의 장남으로 고구려의 태자였으나 왕이 되기 전에 죽었다.

## 생애
삼국사기에 따르면 기원전 6년(유리왕 14년) 음력 1월 부여왕 대소가 사신을 보내 인질을 교환하자고 하였다. 부여가 강대했으므로 유리왕은 태자 도절을 보내려 했으나 도절이 두려워하여 그러지 못했다. 이에 대소가 화를 내며 5만 명으로 공격해왔는데 큰 눈이 내려 돌아갔다. 기원전 1년 음력 1월 죽었다. 도절 사후 태자 지위는 맞동생 해명이 맡게 되었다.

## 가계
- 조부 : 동명성왕(東明聖王, 기원전 58년~기원전 19년 재위:기원전 37년~기원전 19년)
- 조모 : 예씨 부인(禮氏 夫人)
  - 부왕 : 유리명왕(瑠璃明王, 기원전 38년~기원전 18년 재위:기원전 19년 기원전 18년)
  - 모후 : 왕후 송씨(王后 松氏) - 다물후(多勿侯) 송양(松讓)의 딸
    - 태자 : 도절(都切, ? ~ 서기 1) - 첫 번째 태자
    - 동생 : 해명(解明, 기원전 12년~기원전 9년) 두 번째 태자
    - 동생 : 대무신왕(大武神王, 4년~44년 재위:18년~44년
    - 동생 : 민중왕 (閔中王, ? ~48년 재위: 44년~48년)
    - 동생 : 여진(如津, ? ~기원전 18년
    - 동생 : 재사(再思)[1] - 제6대 태조왕의 아버지이다.[2]?
    - 동생 : 여율(如栗), 중국 삼국지 위서 동이전이나 중국의 다른 사서인 북사에는 유리왕의 아들이자 대무신왕의 아버지라 한다.

## 참고 문헌
- 《삼국사기》13권 고구려본기 제1 유리왕